# Borgo Pace
Borgo Pace is een gemeente in de Italiaanse provincie Pesaro-Urbino (regio Marche) en telt 674 inwoners (31-12-2004). De oppervlakte bedraagt 56,0 km², de bevolkingsdichtheid is 12 inwoners per km².

## Demografie
Borgo Pace telt ongeveer 302 huishoudens. Het aantal inwoners daalde in de periode 1991-2001 met 9,3% volgens cijfers uit de tienjaarlijkse volkstellingen van ISTAT.
| Jaar | Inwoneraantal |
| ---- | ------------- |
| 1991 | 729           |
| 2001 | 661           |

## Geografie
Borgo Pace grenst aan de volgende gemeenten: Badia Tedalda (AR), Carpegna, Mercatello sul Metauro, San Giustino (PG), Sansepolcro (AR), Sestino (AR).

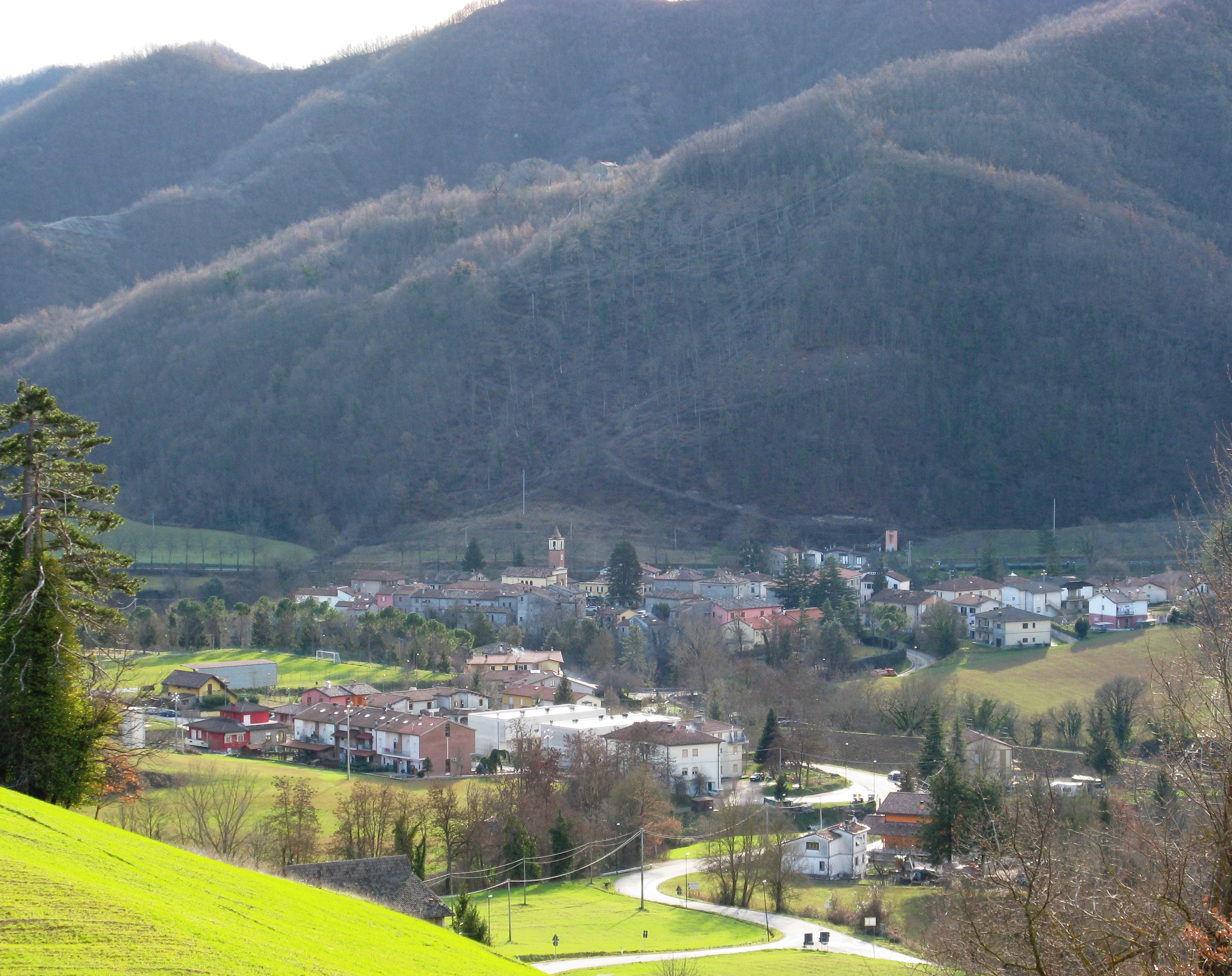
Borgo Pace

Acqualagna · Apecchio · Auditore · Barchi · Belforte all'Isauro · Borgo Pace · Cagli · Cantiano · Carpegna · Cartoceto · Casteldelci · Colbordolo · Fano · Fermignano · Fossombrone · Fratte Rosa · Frontino · Frontone · Gabicce Mare · Gradara · Isola del Piano · Lunano · Macerata Feltria · Maiolo · Mercatello sul Metauro · Mercatino Conca · Mombaroccio · Mondavio · Mondolfo · Monte Cerignone · Monte Grimano · Monte Porzio · Montecalvo in Foglia · Monteciccardo · Montecopiolo · Montefelcino · Montelabbate · Montemaggiore al Metauro · Novafeltria · Orciano di Pesaro · Peglio · Pennabilli · Pergola · Pesaro · Petriano · Piagge · Piandimeleto · Pietrarubbia · Piobbico · Saltara · San Costanzo · San Giorgio di Pesaro · San Leo · San Lorenzo in Campo · Sant'Agata Feltria · Sant'Angelo in Lizzola · Sant'Angelo in Vado · Sant'Ippolito · Sassocorvaro · Sassofeltrio · Serra Sant'Abbondio · Serrungarina · Talamello · Tavoleto · Tavullia · Urbania · Urbino
1. ↑  https://demo.istat.it/?l=it.